# Jasmin Schwiers
Jasmin Schwiers (née le 11 août 1982 à Eupen, Communauté germanophone de Belgique) est une actrice allemande.

## Biographie
À l'âge de dix ans, elle est repérée lors d'une pièce de théâtre pour enfants et passe le casting pour un film dans lequel le scénariste est un ami de ses parents. Elle décide alors d'en faire son métier et rejoint une agence.
Après ses débuts à la télévision en 1997, elle se fait connaître l'année suivante dans le rôle de la fille de l'héroïne de la série Ritas Welt (de), interprétée par Gaby Köster. Elle commence au cinéma en 1999 dans Alles Bob!.

## Filmographie

### Cinéma
- 1999: Alles Bob!
- 1999: Le Volcan
- 2000: Schule (de)
- 2001: Leo und Claire (de)
- 2002: Tattoo
- 2005: NVA (de)
- 2007: Lauf um Dein Leben – Vom Junkie zum Ironman (de)
- 2008: Little Paris
- 2009: Mord ist mein Geschäft, Liebling (de)
- 2010: Otto’s Eleven (de)
- 2012: Kleine Morde (de)
- 2013: Morpheus

### Télévision

#### Téléfilms
- 1999: Tatort (Épisode: Kinder der Gewalt)
- 2000: Heimliche Küsse – Verliebt in ein Sex-Symbol (de)
- 2001: Tatort (Épisode: Bestien)
- 2003: L'École de l'amour
- 2003: Tatort (Épisode: Romeo und Julia)
- 2004: Toute première fois
- 2004: Die Konferenz (de)
- 2005: Das Leben der Philosophen
- 2007: Der fremde Gast
- 2007: Ein unverbesserlicher Dickkopf
- 2008: Les Nouvelles stars
- 2008: Les Contes de Grimm: Le Roi Barbe d'ours (de)
- 2009: Prête à tout pour mes enfants (de)
- 2009: Mein Flaschengeist und ich (de)
- 2010: Tatort (Épisode: Klassentreffen)
- 2010: Trau’ niemals Deinem Chef
- 2010: Retour au Loch Ness
- 2011: Éloge de l'innocence
- 2012: Mariage sans frontières (de)
- 2012: Heiratsschwindler küsst man nicht (de)

#### Séries télévisées
- 1999–2001: Ritas Welt (de)
- 2004: Kommissarin Lucas – Vergangene Sünden
- 2005: Bis in die Spitzen (de)
- 2006: Polizeiruf 110 – Die Mutter von Monte Carlo
- 2007: Section enquêtes criminelles - Rien ne va plus
- Depuis 2007: Stolberg
- Depuis 2010: Krimi.de (de)
- 2011: Brigade du crime - Das Mädchen im Park
- 2012: Danni Lowinski (de)

## Source de la traduction
- (de) Cet article est partiellement ou en totalité issu de l’article de Wikipédia en allemand intitulé « Jasmin Schwiers » (voir la liste des auteurs).